# Puntate di Monsters and Mysteries in America

## Stagione 1 (2013)
| nº | Titolo                                                                                          | Prima TV USA   |
| -- | ----------------------------------------------------------------------------------------------- | -------------- |
| 1  | Appalachia: Sheepsquatch, Kentucky Green Men (Kelly-Hopkinsville Encounter), Mothman            | 24 marzo 2013  |
| 2  | Pacific Northwest: Sasquatch, Shanghai Tunnels, Flathead Lake Monster                           | 31 marzo 2013  |
| 3  | Ozarks: Fouke Monster, Pope Lick Monster, Spooklight                                            | 7 aprile 2013  |
| 4  | Badlands: Devil's Highway, Black Eyed Kids, Curse Of Superstition Mountains                     | 14 aprile 2013 |
| 5  | The Swamp: Rougarou, Honey Island Swamp Monster, Vampire                                        | 21 aprile 2013 |
| 6  | Desert Wasteland: Thunderbirds & Skinwalkers, Nightstalker, Harvesting Humans (Alien Abduction) | 28 aprile 2013 |

## Stagione 2 (2013-2014)
| nº | Titolo                                                                                    | Prima TV USA     |
| -- | ----------------------------------------------------------------------------------------- | ---------------- |
| 1  | Texas: Lake Worth Monster (Goat Man), Chupacabra, Zombie Soldiers                         | 15 dicembre 2013 |
| 2  | Massachusetts: Pukwudgie, Alien Brood, Dover Demon                                        | 22 dicembre 2013 |
| 3  | Prairie Land: Momo, Shadow People, Van Meter Monster (Bat Monster)                        | 29 dicembre 2013 |
| 4  | Great Lakes: Wolfman, Dogman, Wendigo                                                     | 5 gennaio 2014   |
| 5  | California: Bigfoot Wars, Evil Gnome, Hell Hound                                          | 12 gennaio 2014  |
| 6  | South East: Skunk Ape, Pascagoula Aliens, Lizard Man                                      | 19 gennaio 2014  |
| 7  | Humanoids: Green-Clawed Beast, Big Muddy Monster, Grassman                                | 26 gennaio 2014  |
| 8  | Winged Beasts: Flying Humanoid, Jersey Devil, Batsquatch                                  | 16 febbraio 2014 |
| 9  | Aliens: Abduction No.1 (Betty & Barney Hill Case), Aliens Cloned My Husband, Alien Matrix | 23 febbraio 2014 |
| 10 | Spirits: The Rake, Sykesville Monster, Lechuza                                            | 28 febbraio 2014 |
| 11 | Outcasts: Melonheads, Devil Monkey, Blue Albino Woman (Witch)                             | 7 marzo 2014     |
| 12 | Wilderness: UFO Bigfoot, Lake Pepin Monster, Cajun Werewolf                               | 14 marzo 2014    |

## Stagione 3 (2015)
| nº | Titolo                                                  | Prima TV USA     |
| -- | ------------------------------------------------------- | ---------------- |
| 1  | Men in Black                                            | 17 gennaio 2015  |
| 2  | Tennessee Wildman, Subterranean Reptoids                | 24 gennaio 2015  |
| 3  | Sabine Thing, Lightning Psychic                         | 31 gennaio 2015  |
| 4  | Florida Zombie, Dybbuk Box, Shenango Dog Boy            | 7 febbraio 2015  |
| 5  | Vermont Pigman, Bridge Where I Died, Project Stargate   | 18 febbraio 2015 |
| 6  | Mill Race Monster, Toxic Rain, Devil Dogs               | 25 febbraio 2015 |
| 7  | Carolina Reptile Man, Succubus, Napa Rebobs             | 11 marzo 2015    |
| 8  | Mantis Man, Spottsville Monster, Tornado Phantoms       | 18 marzo 2015    |
| 9  | Demon Panthers, Helicopter Crew Meets UFO, Doppelgänger | 25 marzo 2015    |
| 10 | The John Keel Files Special                             | 1 aprile 2015    |